# MN103

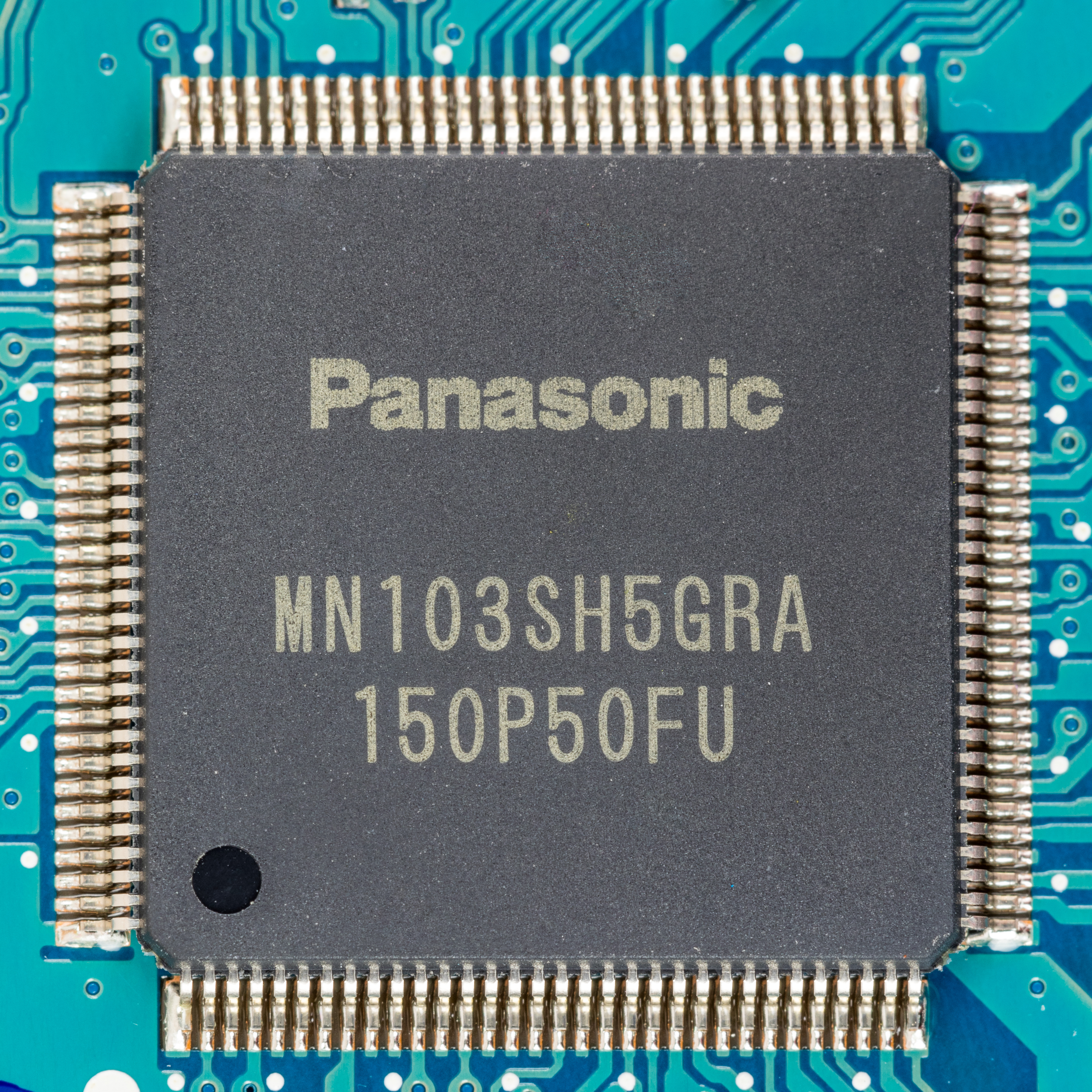
Panasonic MN103SH5GRA

Az MN103 (más néven MN10300 vagy AM33) egy 32 bites RISC architektúrájú mikroprocesszorsorozat, amit a Matsushita Electric Industrial fejlesztett az 1990-es évek végén és a 2000-es évek elején. A Matsushita Electric Industrial a Panasonic Corporation korábbi elnevezése (a cég 1935-től 2008-ig ezen a néven működött). Az AM33 processzormagot a Matsushita digitális televíziói elektronikájában alkalmazta. Az MN103 processzoros csipkészletek mintái 2001 októberétől voltak elérhetők.
A legtöbb változat tartalmaz egy médiaprocesszort, amely képfeldolgozó processzorként vagy videóprocesszorként funkcionál. Ezeket digitális fényképezőgépekben, set-top boxokban és DVD-lejátszókban használják.
A Linux kernel a 2.6.25 verziótól a 4.16 verzióig támogatta.
A Windows CE szintén támogatta.
Egy újabb, továbbfejlesztett változata az MN103S.

## Fordítás
Ez a szócikk részben vagy egészben  a   MN103 című angol Wikipédia-szócikk ezen változatának fordításán alapul.  Az eredeti cikk szerkesztőit annak laptörténete sorolja fel. Ez a jelzés csupán a megfogalmazás eredetét és a szerzői jogokat jelzi, nem szolgál a cikkben szereplő információk forrásmegjelöléseként.